# David Vallat
Pour les articles homonymes, voir Vallat.
David Vallat, né le 27 juin 1971 à Saint-Priest et mort le 18 octobre 2024 à Saint-Raphaël, est un djihadiste français repenti.
Condamné à six ans de prison en 1998 pour association de malfaiteurs en relation avec une entreprise terroriste, il décide de rompre avec l'idéologie islamiste et se réinsère dans la société française. Dans les années 2010, il sort du silence pour témoigner sur son expérience.

## Biographie

### Jeunesse
David Vallat naît en 1971 à Villefontaine en Isère,,. Il grandit dans un quartier multiculturel de la commune et, au contact de ses amis d'enfance maghrébins, s'intéresse aux coutumes musulmanes, commence à apprendre l'arabe et se convertit à l'âge de 15 ans en 1987. À cette même époque, il bascule dans la délinquance, enchaînant cambriolages, vols de voitures puis braquages.

### Conversion et radicalisation
À partir de l'âge de 19 ans David Vallat se tourne vers une pratique plus poussée de l'islam afin d'échapper à la délinquance. En 1991, il effectue son service militaire chez les Chasseurs alpins au 27e BIM. 
En janvier 1993, Vallat part en voiture pour la Bosnie avec neuf autres jeunes hommes d'Isère et de la région lyonnaise, afin de rejoindre les rangs des moudjahidine étrangers (en) partis s'engager auprès des Bosniaques dans le contexte de la guerre de Bosnie-Herzégovine mais le groupe se fait refouler à la frontière bosno-croate et rentre en France. En avril 1994, il prend l'avion pour le Pakistan et rejoint de là l'Afghanistan. Il y suit pendant plusieurs mois un entraînement militaire dans un camp de djihadistes.
David Vallat revient en France le 26 décembre 1994 et rejoint un autre converti qu'il a connu dans le camp d'entraînement afghan, Joseph Jaime, dit « Youssef ». Ensemble, ils forment la cellule djihadiste dite de Chasse-sur-Rhône et apportent leur soutien au Groupe islamique armé algérien. Vallat aide le terroriste algérien Ali Touchent alors bloqué aux Pays-Bas à s'installer à Chasse-sur-Rhône en lui fournissant une pièce d'identité. 
Dans le contexte des attentats de 1995 en France, le groupe est démantelé. Lors d'une perquisition menée au domicile de Vallat et de Jaime à Chasse-sur-Rhône le 31 août 1995, des armes et du matériel pour fabriquer des engins explosifs sont retrouvés.

### Condamnation et «déradicalisation»
Arrêté en 1995, il est placé en détention provisoire avant d’être condamné, le 18 février 1998, à six ans de prison ferme pour association de malfaiteurs en relation avec une entreprise terroriste, une peine réduite à cinq ans en appel. Il passe au total 52 mois en détention, notamment à la Santé, Nanterre et Villepinte, et est libéré le 18 décembre 1999. 
David Vallat dit s'être « déradicalisé » grâce à la prison. Il profite de sa détention pour reprendre ses études, suit des cours d'histoire de la faculté de Bordeaux et lit énormément. Il finit par abandonner ses études d'histoire pour suivre une formation de serrurier.

### Interventions médiatiques
Dans les années 2010, Vallat décide de rompre le silence et de témoigner sur son parcours personnel de djihadiste repenti. Il le fait une première fois de manière anonyme dans Libération, à la suite des attentats commis par Mohamed Merah en 2012,. Après l'attentat contre Charlie Hebdo, il témoigne sous son nom dans un article du Monde, puis, en mars 2015, dans l'émission de France 2, Complément d'enquête qui revient sur l'assaut de Dammartin-en-Goële.
Le 10 octobre 2019, il est invité dans l'émission Balance ton post ! sur C8 pour un débat sur le sujet « Radicalisation dans la police : sommes-nous en danger ? », après l'attentat de la préfecture de police de Paris survenu une semaine plus tôt ; il y retrace notamment son parcours. Le 4 octobre 2021, il est invité dans l'émission Ça commence aujourd'hui sur France 2 sur le thème « Renaître après la haine ». 

### Décès
David Vallat est retrouvé mort à son domicile le 19 octobre 2024 à Saint-Raphaël. Bien que sa mort semble naturelle, une enquête est ouverte eu égard à son passé,.

## Publication
- Terreur de jeunesse, Paris, Calmann-Lévy, 13 avril 2016, 232 p. (ISBN 978-2-7021-6015-2, OCLC 951547257)